# Wolfram Wuttke
Wolfram Wuttke né le 17 novembre 1961 à Castrop-Rauxel en Allemagne et mort le 1er mars 2015 à Lünen, est un footballeur allemand. Au poste d'attaquant puis de milieu de terrain il dispute 299 matchs en Bundesliga. Il était connu pour ses passes et tirs de l'extérieur du pied.

## Biographie
Wolfram Wuttke commence le football dans sa ville natale au SG Castrop-Rauxel, à 15 ans il rejoint la section jeune de Schalke 04. En 1978, il est champion d'Allemagne dans sa catégorie junior et joue pour la première fois avec l'équipe professionnelle dans un match de Coupe d'Allemagne, le 29 septembre 1979. Le 6 septembre de la même année il dispute son premier match en Bundesliga, contre le Werder Brême, match remporté 3-0 par Schalke 04. Au cours de son deuxième match, deux semaines plus tard, il marque son premier but en championnat d'Allemagne. A coté des attaquants Klaus Fischer et Rolf Rüssmann, il ne jouera que quelques matchs. En 1980, le club de Schalke connaît des problèmes financiers et se séparent de Wuttke.
Il rejoint en décembre 1980 le Borussia Mönchengladbach où il arrive à percer, lors de la saison 1981-1982 il sera titularisé au poste d'attaquant. En 1982, il retourne au Schalke 04, qui venait de remonter en Bundesliga. Malgré ses 7 buts en 16 rencontres, le club ne pourra pas se sauver d'une nouvelle relégation.
Pour la saison 1983-1984, Günter Netzer le manager du Hambourg SV le fait venir au Nord de l'Allemagne. Comme Hambourg avait gagné la Coupe des clubs champions européens 1982-1983, Wuttke joue en décembre 1983 la finale de la Coupe du monde des clubs contre Grêmio Foot-Ball Porto Alegrense, match perdu 1-2 après prolongation.
Wuttke avait une forte personnalité et s'opposa souvent à son entraîneur, si bien qu'en septembre 1985 il est suspendu par le club. Il rejoint dans la foulée le 1. FC Kaiserslautern. Dans son nouveau club il sera employé comme milieu de terrain, ses bonnes performances à ce poste attirent l'attention de Franz Beckenbauer, l'entraîneur national. Lors de sa première convocation en équipe nationale, il n'entrera pas en jeu. Le match suivant le 15 octobre 1986, contre l'Espagne, il rentre en jeu pour la deuxième mi-temps (score final 2-2).
Wuttke marque son premier et seul but international contre l'Angleterre. Il dispute en 1988, les Jeux olympiques et gagne la médaille de bronze.
A Kaiserslautern, il connaîtra les mêmes problèmes avec ses entraîneurs qu'à Hambourg et sera de nouveau sanctionné par son club.
Il rejoint, l'Espanyol de Barcelone qui évolue en deuxième division et participera à la montée du club en première division. En 1992, il retourne en Allemagne où il s'engage avec le promu en Bundesliga, le 1. FC Sarrebruck. Il y joue 23 matchs puis sera obligé de s'arrêter à la suite d'une blessure à l'épaule.
Après sa carrière de joueur, il devient entraîneur au quatrième niveau du football allemand, mais ne connaitra aucun succès. Il continuera son activité d'entraineur au niveau amateur ou avec les jeunes.

## Vie privée
En 2000, il guérit d'un cancer mais son magasin de sport qu'il avait ouvert en 1994 fait faillite. Ses dernières années il vivra grâce aux aides sociales puis sera gravement malade et décèdera le 1er mars 2015 à l'hôpital.
Son fils, Benjamin Wuttke est un joueur professionnel de golf.

## Citations
Wolfram Wuttke était connu pour son caractère difficile, souvent opposé à ses entraineurs, Günter Netzer dira de lui : c'est certainement le joueur allemand le plus talentueux, mais son caractère lui bloque sa carrière
Parmi ses nombreuses citations :
- Après un match à Kaiserslautern, devant les caméras avec son fils dans ses bras en regardant son entraineur 
  - J'ai amené mon fils pour qu'il voit avec quel idiot je travaille
- A propos d'Ernst Happel son entraineur à Hambourg
  -  Pour le vieux, j'était magicien, saucisse où de la merde, à la fin je n'était plus que de la merde[3]
- Après un avertissement du FC Kaiserslautern pour avoir été à une foire alors qu'il était blessé
  - Je ne pouvais pas avoir été vu à une foire aux vins, je ne bois que de la bière[4]
- Le joueur sur ses quelques matchs internationaux
  - J'ai fait quatre très bons matchs, d'autres en font cinquante mais sont mauvais 49 fois